# Флоки Вильгердарсон

На карте показаны первые путешествия скандинавов в Исландии

Флоки Вильгердарсон или Флоки, сын Вильгерда (исл. Flóki Vilgerðarson; жил в X веке) — норвежский мореплаватель и исследователь; первый норвежец, который побывал в Исландии. Книга о заселении Исландии называет его «великим викингом».

## Путешествие
Флоки узнал об острове, который находился на западе, и решил поселиться там. Он отправился в путь с семьёй, и дорогу ему указывали три освящённых в Норвегии ворона — Флоки выпускал по одному ворону, чтобы разведать, где находится суша, но первые два вернулись после полёта, а третий улетел и не вернулся. Благодаря этому поступку Флоки стал прозываться не иначе как Вороньим Флоки (исл. Hrafna-Flóki). По дороге Флоки сделал остановку на Фарерских островах, где выдал замуж одну из дочерей.
К Острову Гардара он подошёл с востока, а потом поплыл вдоль южного побережья. Норвежцы остановились в месте, позже названном Озёрным Фьордом. Там было много рыбы, и поселенцы, занятые рыбной ловлей, не заготовили достаточно сена. За зиму весь их скот погиб. Весна выдалась холодной. Флоки поднялся на вершину одной горы и с неё увидел на севере фьорд, заполненный плавающим льдом. Поэтому он назвал остров Ледовой Страной — Исландией. Также в Книге о заселении Исландии встречается название «Остров Гардара» (исл. Garðarshólmi), данное по имени другого викинга, Гардара Сваварсона.
Флоки хотел вернуться домой тем же летом, но не успел подготовиться к отплытию и зазимовал на острове ещё раз. Он отплыл в Норвегию следующим летом и по возвращении отзывался о новой земле плохо. Один из его спутников, Херьольв, был объективен в своих рассказах, а другой, Торольв, рассказывал, будто в Исландии масло капает с каждой травинки, за что получил прозвище Торольв Масло.